# Конкордат 1818 года
Конкордат 1818 года — соглашение между Папским Престолом и российским правительством, регулировавшее правовое положение католической церкви в Российской империи после окончания Наполеоновских войн.

## Предпосылки
Необходимость юридического оформления отношений России со Святым Престолом возникла после вхождения в состав Российской империи земель с преимущественно католическим населением, в частности Литвы и западной части Белоруссии в результате третьего раздела Польши.
С образованием Царства Польского (1815) и признанием на его территории католицизма государственной религией возникла необходимость в определении правового статуса Римско-католической церкви.

## Сущность
Отношения между папским престолом и российским правительством регулировали буллы папы Пия VII «Об учреждении Варшавской митрополии» (4 марта 1817 года) и «О разграничении епархий» (30 июня 1818 года), которые и составляют собственно Конкордат 1818 года.
Территория Царства Польского в церковно-административном отношении подразделялась согласно Конкордату на 8 епархий: Варшавскую, Краковскую, Люблинскую, Плоцкую, Калишскую, Сандомирскую, Яновскую и Сейненскую, причём Варшавская епархия получала статус митрополии. В ведении папского престола находились вопросы поставления епископов и подготовки католического духовенства. В Варшавском университете был открыт католический богословский факультет, преподавание на котором велось исключительно духовными лицами. Бреве папы римского при публикации не подлежали цензуре. Духовенство Царства Польского получало возможность регулярных контактов с главой церкви. Российское правительство, в свою очередь, добилось согласия папского престола на ликвидацию ряда обедневших католических монастырей (в основном на белорусских землях).

## Прекращение действия конкордата
Положения конкордата 1818 года действовали вплоть до польского восстания 1830—1831 годов. После его подавления Католическая церковь в Польше лишилась автономии и влияние римской курии было ограничено. В ответ папа Григорий XVI в 1832 г. публично обвинил российское правительство в репрессиях против католиков, поддержал духовных лиц, оказавших неповиновение властям, а позднее отказался утвердить большинство вновь назначенных российскими властями епископов и других священнослужителей.